# Dicaeum anthonyi
El picaflores coronado (Dicaeum anthonyi) es una especie de ave paseriforme de la familia Dicaeidae endémica de la isla de Luzón, en Filipinas.

## Distribución y hábitat
Se encuentra únicamente en las montañas del norte de la isla de Luzón, en el norte del archipiélago filipino. Su hábitat natural son los bosques húmedos de montaña tropicales. Está amenazado por la pérdida de hábitat.